# بلدة ناورا

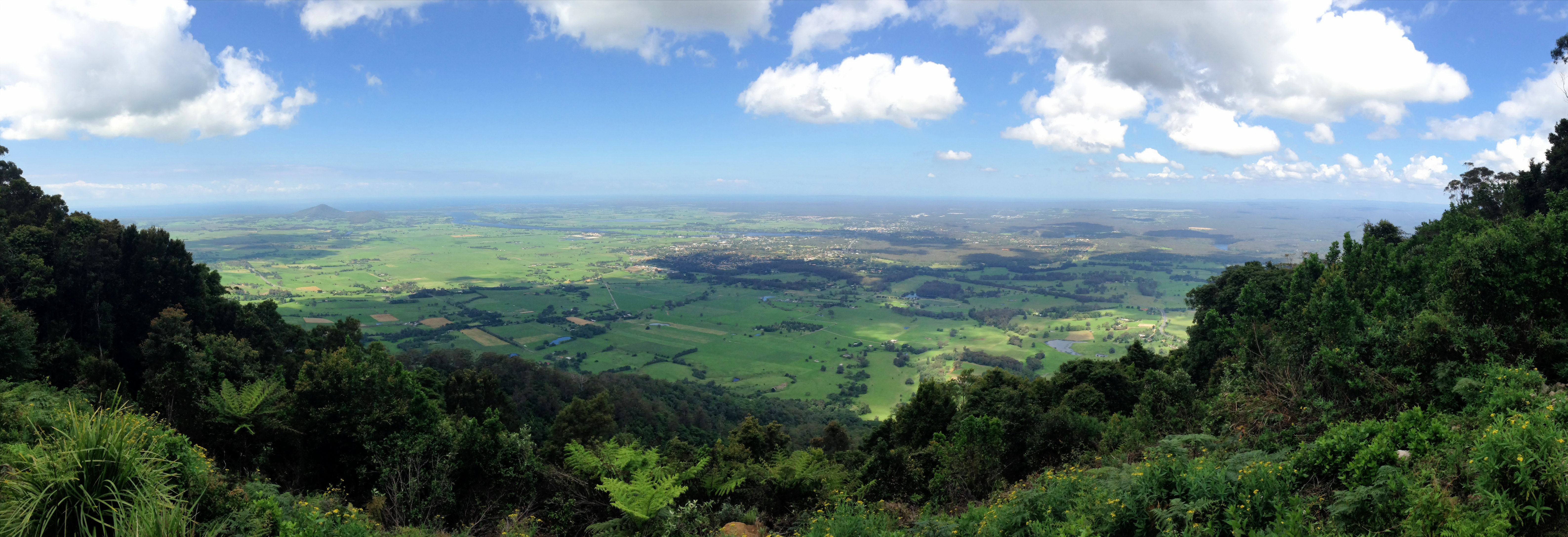
منطقة ناورا

بلدة ناورا هي مدينة في منطقة الساحل الجنوبي من نيو ساوث ويلز أستراليا. وهي تقع على بعد 125 كيلو متر (78ميل) من SSW وحوالى 160 كيلو متر (99ميل) إلى جنوب عاصمة ولاية سيدنى برا.مع بلدتها التؤام بوماديرى.يبلغ عدد سكان مدينة ناورا 34.479 نسمة. وهي أيضا المقر والمركز التجارى لمدينة شولهافن.جيولوجيا، تقع مدينة ناورا في المجرى الجنوبى من حوض سيدني. المنطقة المحيطة بمدينة ناورا هي مجتمع زراعي حيث تزدهر صناعة الالبان ووجود عدد من غابات الدولة، لكنها أيضا منطقة التقاعد والترفيه لكانبيرا وسيدنى على نحو متزايد. وتقع المحطة الجوية البحرية الباتروس على بعد حوالي 10 كيلو متر (6.2ميل) جنوب غرب ناور. في الأصل كتب اسم ناورا الاوروبيين باسم ('nou-woo-ro') والمنطوق (نوا- نوا) من قبل السكان الاصليين في المنطقة وهي مايطلقة السكان الاصليين على الديك الاسود.

## تاريخها
منطقة ناورا، جنوب بوماديرى كريك كان يسكنها قبيلة وودى، وودى من شعب وين، بينما سكنها شمال بوماديرى كريك السكان الاصليين لشعب داروول قبل وصول الاوروبيين.في عام 1824, قدم المحكوم عليه مارى ريباى طلبا للحصول على منحة ارض في منطقة بيرير على الجانب الجنوبى لنهر شولهافن.تم الاعتراف ببلدة ناورا رسميا في عام 1850وبعد اقل من عشرة سنوات، في عام 1861, تم إنشاء الخدمة البريدية.أيضا في تلك السنة درب اتيان دى ميسترى سباق للخيل (أرتشر) في ناورا وفاز بكأس ملبورن الأول. قبيل عام 1885 اعلنت ناورا كمدينة.
يعتبر منزل بوندانون معلما رئيسيا في المنطقة والذي بدأ كهيكل ويزر بورد من طابق واحد حيث بنى عام 1840 .وفي عام 1866 بنى على الفور منزل ويزر بورد وهو من الحجر الرملى مكون من طابقين ومصنوع من حجر محفور محليا. يميز بيت الحجر الرملى شرفات اخشاب وتم تسجيلة في المجلس الوطنى العقارى.

## الجغرافياوالمناخ
توجد مدينة ناورا على نهر شولهافن والتي استضافت سابقا بطولات التزلج الوطنية الأسترالية بل هي أيضا موقع صيد شعبى يقسم النهر ناورا بين بوماديرى وشمال ناورا. وتم بناء جسر ناورا التاريخى.يعتبر نهر شولهافن هو نهر المياه المالحة بالرغم من ان النهر نفسه لا يتدفق إلى البحر.يلتقى نهر شولهافن بالبحر عبر قناة تضم انهار شولهافن وكروكهافن والتي حفرها المحكومين بتوجية من الأعمال المحلية والرائد الكسندر بيرى.

## التركيبة السكانية
وفقا لتعداد عام 2006 ولد 78.9% من سكان ناورا في أستراليا، وبشمال غرب أوروبا كونها مسقط الرأس الأكثر شيوعا للمهاجريين في 7.5 % من السكان. اجمالى عدد السكان الاصليين الأستراليين 6.1 0%.هناك 11.386اسرة في ناورا. يوجد مجموع كلى للاسر 8248 أسرة، و2838 أسرة تحتوي على اثنين من الكبار مع الأطفال تحت سن 15 سنة أو الطلاب الذين تعولهم. التعليم: ناورا لديها ثلاث مدارس ثانوية حكومية { مدرسة ناورا الثانوية، مدرسة شولهافن الثاونية، ومدرسة بوماديري الثانوية }. هناك أيضا العديد من المدارس غير الحكومية وكلها طائفية { مدرسة k-12 المسيحية التي تقع في جنوب ناورا، مدرسة ناورا المسيحية الكلية الإنجيلية K-12 في بوماديري، كلية ناورا الإنجيلية، المدرسة النظامية الكاثوليكية الثانوية، مدرسة القديس يوحنا الإنجيلي الكاثوليكية الثانوية في ضواحي ناورا.وترتبط المدارس الثانوية الكاثوليكية بمدرسة سانت مايكل الكاثوليكية الابتدائية الواقعة في ناورا. هناك أيضا سبع مدارس ابتدائية حكومية في منطقة ناورا { مدرسة شرق ناورا العامة، مدرسة ناورا العامة، مدرسة بوماديري العامة، مدرسة شارع إيلارو العامة، مدرسة شمال ناورا العامة، مدرسة ناورا هيل العامة ومدرسة تيرارا العامة.أيضا الحرم الجامعى لجامعة (ولونغونغ) يوجد في ناورا وهناك حرم معهد tafeNSW أراولايا الموجود في بوماديري.

## الصحة

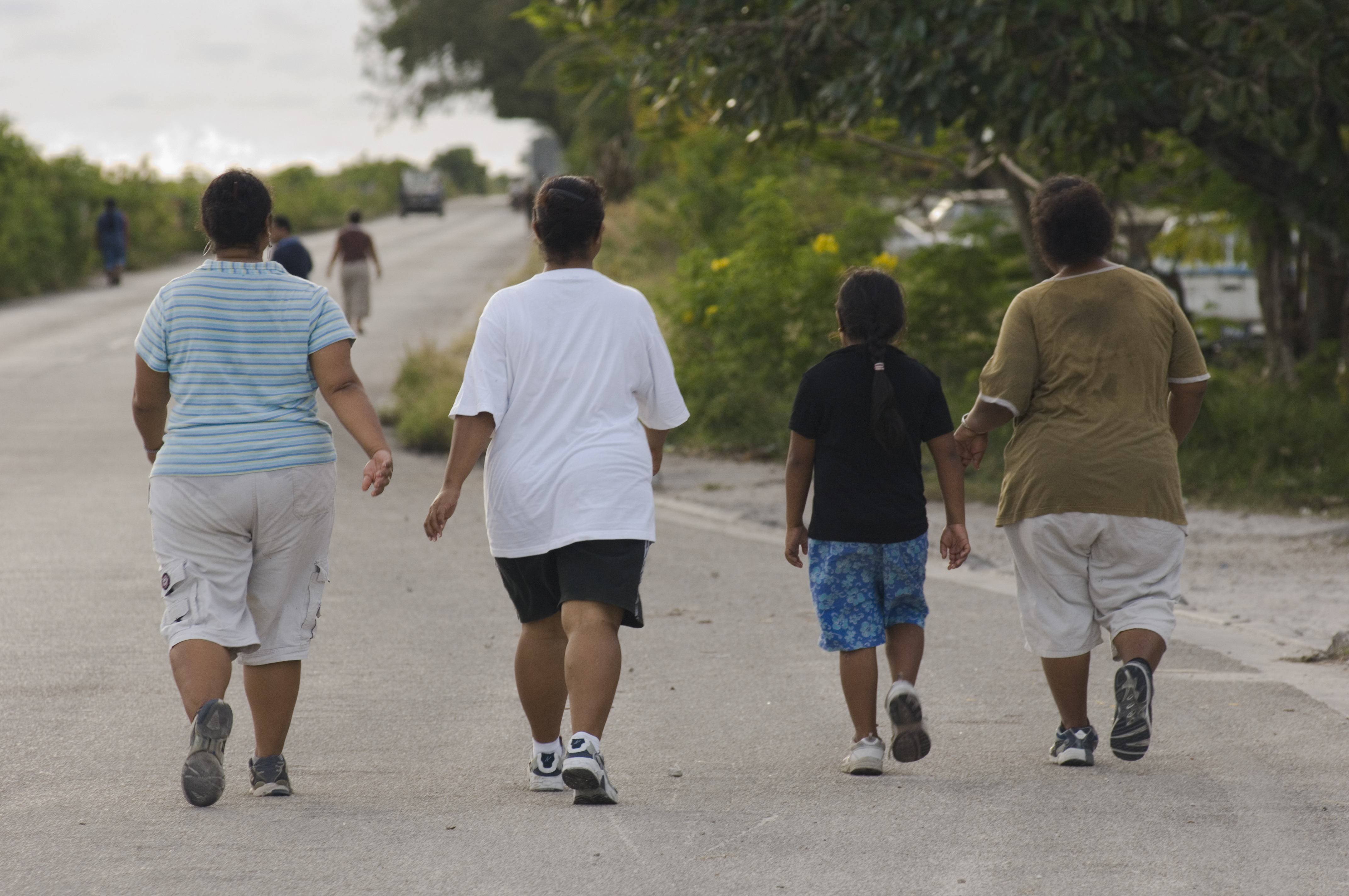

يوجد في ناورا نوعان من المستشفيات، مستشفى منطقة شولهافن التذكارية، مركز لخدمات الأورام، مستشفى ناورا الخاصة.

## الرياضة
الرموز الأربعة الكبرى لكرة القدم في أستراليا كلها شعبية في ناورا ويمثل اتحاد الرجبي من قبل نادي شولهافن الرجبي، يلعب الفريق خارج الراجبي بارك في جنوب ناورا.فاز النادي برائسة الوزراء عام 2008 م في منافسة حي أراولايا وأنتجت اللاعبيين الدوليين والإقليميين مثل أندرو ووكر، وأليكس كانار. لعبت كرة القدم الأسترالية من قبل أربعة أندية من منطقة شولهافن مع لعب بلوزناورا في الشارع الغربي البيضاوي، شياطين الباتروس في توم سميث البيضاوي، ونمور بوماديري في أرتي سميث البيضاوي.جنوبا، تلعب قاذفات الحوض وباي في مركز الترفيه في فينسينتيا. هذه الأندية الأربعة هي جميع أعضاء الساحل الجنوبي AFL موفدة فرق الصغار والكبار. دوري الراجبي تقليديا يمثل في مقاتلي ناورا ومستنقع جرزان بوماديري. ومع ذلك، في نهاية عام 2007 م اندمجت هذه الفرق لتشكيل نادي طائرات شولهافن لدوري الراجبي لكرة القدم. في عام 2006 م أنشئت بحارة شولهافن وتمثل المنطقة في رياضة البيسبول. يلعب الفريق مباريات منزلية بعيدا عن فريد فينش بارك في بيركلي، ولونغونغ. لدى لعبة البيسبول مكان جديد في مجمع ناورا لكرة القدم. يمثل نمور شولهافن المنطقة في دوري كرة السلة في ولاية ويلز الجنوبية وقد فاز بالعديد من البطولات من عام 1988م حتى عام 2007 م.
كان آرتشر فرس رهان أسترالي أصيل والذي فاز بالأس الأول والثاني في عامي 1861م و1862م. فقد فاز بكلا الكأسين بسهولة وهو واحد من خمسة خيول فقط للفوز بكأس ملبورن مرتين أو أكثر وواحد من أربعة خيول فقط فازت بكأسين متعاقبين. فقد تم تدريب آرتشر في منطقة ناورا.
المركز الإقليمي لمدينة ناورا يقع على نهر شولهافن الجميل، فهي مدينة رئيسية على الساحل الجنوبي لنيو ساوث ويلز. ويقع بالقرب من العديد من الخصائص الطبيعية والثقافية الشائعة لشولهافن.ومناطق المرتفعات الجنوبية.أخذت مدينة ناورا اسمها من الكلمة الأصلية (مكان التعسكر) أو (الببغاء الأسود) إلا أنه بعد فيضانات عنيفة في منطقة تيرارا القريبة في عام 1870م أصبحت ناورا راسخة في حد ذاتها. جسرها المميز وموقعها المرتفع منحها الدخول إلى هذا المركز الثقافي المزدهر.استوقفت الحدائق والمنتزهات الطبيعية الجميلة المسافرين للبحث عن مجموعة جيدة من المطاعم والمقاهي ومحلات الوجبات السريعة التي تقع في المركز الرئيسي ونقاط الدخول. للراغبين في البقاء، هناك الكثير من أماكن الإقامة للقيام بأعمال كثيرة ورؤية المنطقة المحلية.يعرض مركز مدينة شولهافن للفنون بفخر أعمال آرثر بويد وغيره من الفنانين الأستراليين بالإضافة إلى تنظيم متغير للأعمال الممتازة للفنانين المحليين وبالقرب توجد ميروجال الجميلة، ملكية منازل التراث التاريخي، ومحتوياته تحية لأربعة أجيال من النساء الأسترالية اللاتي يعيشن هناك. على بعد مسافة قصيرة بالسيارة من وسط المدينة يوجد متحف أستراليا للطيران- أكبر متحف طيران في أستراليا – ترض مبتكرة الإسكان الطائرات والمحركات والأسلحة والزي الرسمي والمعدات العسكرية والمدنية وهذا هو ما يجب أن يرى لأي شخص مهتم عن بعد بالطيران وهي تقع مجاورة ل H M A S الباتروس، المنزل الأسترالي للطيران البحري. من المدهش للعديد أن القائمة المتزايدة ل ناورا من مصانع النبيذ المحلية. والآن تفوز وطنيا وتنتج خمور ممتازة. معظمهم لديه قبو الأبواب وإيواء الفن المحلي في مناطق التذوق الفني، بينما أصبح شائعا ف عطلة نهاية الاسبوع الترفية بموسيقى الجاز.انشئت شولهافن أسواق نهاية الاسبوع الملونة وناورا بلا استثناء مع الصالات الشهرية في موقف للسيارات المحلية. في المنطقة المحلية يزداد الإنتاج المحلى الوفير بالحدائق النباتية المجاورة للمدينة والتي يصعب ان تفوق على المأكولات البحرية المحلية المتاحة في المدن. مدينة ناورا لديها توجه رياضى قوى لذلك يوجد الكثير للقيام به من اهتماماتك وبصرف النظر عن العديد من الرياضات المائية (بما فيها حوض أوليمبى حجمه 50 م وزلاجة مائية) وهناك العديد من الفرق الرياضية، رياضة البولينج، نادى البندقية، وتوفر الرحلات النهرية المحلية نمط استرخاء لتجديد النشاط.هناك بعض الاعلانات المحلية الجيدة داخل منطقة ناورا التي تكفل مناظر متميزة للمنطقة المحلية، لا سيما جبل المشى (بنس المشى) الذي يعتبر وسيلة سهلة للمشى فهو مظلل ومدرج على ضفة النهر بجوار نهر شولهافن، يوجد على ضفة نهر شولهافن في شمال ناورا حديقة الحياة البرية والتي تقدم أكثر من 100 نوع من الحيوانات البرية الأسترالية.

## روابط خارجية
- Shoalhaven City Council
- Nowra New South Wales
- VISITNSW.com - Nowra